# Hubertus
Hubertus ist ein männlicher Vorname und seltener Familienname.

## Herkunft und Bedeutung
Der Name ist die latinisierte Form des Vornamens Hubert.

## Namenstag
Namenstag ist der 3. November, siehe Hubertustag.

## Bekannte Namensträger

### Mittelalterlicher Name
- Hubertus von Lüttich (um 656–um 727), Schutzpatron der Jäger

### Vorname
- Hubertus von Baumbach (* 1968), deutscher Manager, Vorstandsvorsitzender (CEO) von Boehringer Ingelheim
- Hubertus Becker (Autor) (* 1951), deutscher Autor und ehemaliger Drogenschmuggler
- Hubertus Becker (Fußballspieler) (* 1964), deutscher Fußballspieler
- Hubertus Bengsch (* 1952), deutscher Schauspieler und Synchronsprecher
- Hubertus Brandenburg (1923–2009), deutscher Geistlicher, Bischof von Stockholm
- Hubertus Grimm (* 1980), deutscher Schauspieler, siehe Hugo Grimm (Schauspieler)
- Hubertus Großler (1919–1996), deutscher Generalmajor des Heeres der Bundeswehr, Abteilungsleiter des Bundesnachrichtendienstes
- Hubertus Grunhofer (1922–2000), deutscher Arzt
- Hubertus Halbfas (1932–2022), deutscher Theologe und Religionspädagoge
- Hubertus Hamm (* 1950), deutscher Fotokünstler
- Hubertus Heil (* 1972), deutscher Politiker (SPD)
- Hubertus von Hohenlohe (* 1959), Fotograf, Sänger und Skirennläufer
- Hubertus Klenner (* 1959), deutscher Politiker, Bürgermeister von Marsberg
- Hubertus Knabe (* 1959), deutscher Historiker
- Hubertus Meyer-Burckhardt (* 1956), deutscher Unternehmer und Journalist
- Hubertus von Morr (* 1947), deutscher Diplomat, Botschafter der Bundesrepublik Deutschland
- Hubertus Mynarek (1929–2024), deutscher Philosoph, Theologe und Kirchenkritiker
- Hubertus Prinz zu Löwenstein-Wertheim-Freudenberg (1906–1984), deutscher Journalist, Schriftsteller und Politiker
- Hubertus Regout, Geburtsname von Georgea Regout (* 1969), belgische Schauspielerin
- Hubertus Schmidt (* 1959), deutscher Dressurreiter und Ausbilder
- Hubertus Schmoldt (* 1945), deutscher Gewerkschafter
- Hubertus von Schoenebeck (* 1947), deutscher Kinderrechtsaktivist und Antipädagoge
- Hubertus von Stackelberg (* 1953),  deutscher Musiker und Hochschullehrer
- Hubertus Wald (1913–2005), deutscher Kaufmann, Mäzen und Stiftungsgründer
- Hubertus Zdebel (* 1954), deutscher Politiker (Die Linke)

### Familienname
- Jan Hubertus (1920–1995), Schweizer Maler
- Johann von Hubertus (1752–1828), deutsch-österreichischer Arzt

### Pseudonym
- Ernst Koch (Schriftsteller) (1808–1858), deutscher Dichter